# Thái Thịnh (xã)
Thái Thịnh là một xã cũ thuộc huyện Thái Thụy, tỉnh Thái Bình, Việt Nam.
Xã có diện tích 5,86 km², dân số năm 1999 là 5.484 người, mật độ dân số đạt 936 người/km².
Xã Thái Thịnh xưa từng là nơi diễn ra trận đánh Lục Đầu Giang chiến lược trong cuộc kháng chiến chống Tống lần thứ nhất. Do vậy hiện còn đền thờ Vua Lê Đại Hành, là một trong 14 vị anh hùng dân tộc tiêu biểu của Việt Nam.